# Liste der Kulturgüter in Zürich/Kreis 4
Die Liste der Kulturgüter in Zürich/Kreis 4 enthält alle Objekte im Kreis 4 der Stadt Zürich, die gemäss der Haager Konvention zum Schutz von Kulturgut bei bewaffneten Konflikten, dem Bundesgesetz vom 20. Juni 2014 über den Schutz der Kulturgüter bei bewaffneten Konflikten sowie der Verordnung vom 29. Oktober 2014 über den Schutz der Kulturgüter bei bewaffneten Konflikten unter Schutz stehen.
Objekte der Kategorien A und B sind vollständig in der Liste enthalten, Objekte der Kategorie C fehlen zurzeit (Stand: 1. Januar 2022). Unter übrige Baudenkmäler sind weitere geschützte Objekte zu finden, die im Verzeichnis der Objekte von überkommunaler Bedeutung der kantonalen Denkmalpflege zu finden und nicht bereits in der Liste der Kulturgüter enthalten sind.

## Kulturgüter
| Foto |                                                                                                 | Objekt                                                                           | Kat. | Typ | Standort                                                                               | Beschreibung |
| ---- | ----------------------------------------------------------------------------------------------- | -------------------------------------------------------------------------------- | ---- | --- | -------------------------------------------------------------------------------------- | ------------ |
| ja   | Datei hochladen · Wikidata zu Schlachthofanlage (Q29574400)                                     | Schlachthofanlage mit Nebenbauten KGS-Nr.: 7849                                  | A    | G   | Herdernstrasse 59–63 680645 / 248769                                                   |              |
| ja   | Datei hochladen · Wikidata zu Kaserne Zürich (Q29574376)                                        | Militäranlage (Waffenplatz) KGS-Nr.: 7971                                        | A    | G   | Kasernenstrasse 49 682638 / 247766                                                     |              |
| ja   | Datei hochladen · Wikidata zu St. Felix und Regula (Zürich-Hard) (Q14537698)                    | Katholische Kirche Felix und Regula mit Glockenturm KGS-Nr.: 10025               | A    | G   | Hardstrasse 76 681173 / 248357                                                         |              |
| ja   | Datei hochladen · Wikidata zu St. Peter und Paul (Q2322753)                                     | Katholische Kirche St. Peter und Paul KGS-Nr.: 7883                              | B    | G   | Werdstrasse 63 682251 / 247410                                                         |              |
| ja   | Datei hochladen · Wikidata zu St.-Jakobs-Kirche (Q1337473)                                      | Reformierte Jakobskirche KGS-Nr.: 7885                                           | B    | G   | Stauffacherstrasse 34 682347 / 247598                                                  |              |
| ja   | Datei hochladen · Wikidata zu Kantonales Polizeikommando (1900, mit Kriminalmuseum) (Q29933610) | Kantonales Polizeikommando KGS-Nr.: 7962                                         | B    | G   | Kasernenstrasse 29 682581 / 247699                                                     |              |
| ja   | Datei hochladen · Wikidata zu Z-Haus (Zett-Haus) (Q196870)                                      | Z-Haus (Zett-Haus) KGS-Nr.: 8042                                                 | B    | G   | Badenerstrasse 16–18 / Rebgasse 8 682457 / 247588                                      |              |
| ja   | Datei hochladen · Wikidata zu Bezirksgebäude (Q29933529)                                        | Bezirksgebäude KGS-Nr.: 10391                                                    | B    | G   | Badenerstrasse 90 682126 / 247629                                                      |              |
| BW   | Datei hochladen · Wikidata zu Frühmittelalterliches Gräberfeld «Bäckerstrasse« (Q29933563)      | Aussersihl, latènezeitliches und frühmittelalterliches Gräberfeld KGS-Nr.: 12730 | B    | F   | Kernstrasse / Engelstrasse / Stauffacherstrasse 682126 / 247629                        |              |
| ja   | Datei hochladen · Wikidata zu Wohnsiedlung Erismannhof (Q104759248)                             | Wohnsiedlung Erismannhof KGS-Nr.: 16641                                          | B    | G   | Stauffacherstrasse 196-198 / Erismannhof 2-16 / Seebahnstrasse 251-265 681647 / 248221 |              |
| BW   | Datei hochladen                                                                                 | Kriminalmuseum im kantonalen Polizeikommando KGS-Nr.: 17079                      | B    | S   | Kasernenstrasse 29 682594 / 247691                                                     |              |

## Übrige Baudenkmäler
| ID       | Foto |                                                                         | Objekt | Kat.    | Typ | Standort                                                         | Beschreibung |
| -------- | ---- | ----------------------------------------------------------------------- | --- | ------- | --- | ---------------------------------------------------------------- | ------------ |
| 26400567 | ja   | Datei hochladen                                                         | Kaserne Zürich (Zeughaus 1)                                                                                                   | B reg.  | G   | Kanonengasse 18 682396 / 247975                                  |              |
| 26400568 | ja   | Datei hochladen                                                         | Kaserne Zürich (Zeughaus 2)                                                                                                   | B reg.  | G   | Militärstrasse 49/53 682491 / 248017                             |              |
| 26400569 | ja   | Datei hochladen                                                         | Kaserne Zürich (Zeughaus 5)                                                                                                   | B reg.  | G   | Zeughausstrasse 60 682364 / 247884                               |              |
| 26400577 | ja   | Datei hochladen                                                         | Kaserne Zürich (Zeughäuser 3/4 mit Waffensaal)                                                                                | B reg.  | G   | Kanonengasse 18 a/b 682464 / 247913                              |              |
| 26400678 | ja   | Datei hochladen · Wikidata zu St. Peter und Paul (Q2322753)             | Katholische Kirche St. Peter und Paul                                                                                         | B reg.  | G   | Werdstrasse 63 682255 / 247381                                   |              |
| 26402927 | ja   | Datei hochladen · Wikidata zu St.-Jakobs-Kirche (Q1337473)              | Reformierte Kirche St. Jakob                                                                                                  | B reg.  | G   | Stauffacherstrasse 34 682348 / 247584                            |              |
| 26400932 | ja   | Datei hochladen                                                         | Zentralstellwerk Hauptbahnhof                                                                                                 | B reg.  | G   | Lagerstrasse 92 682504 / 248237                                  |              |
| AU77     | ja   | Datei hochladen                                                         | Geschäftshaus | C       | G   | Stauffacherquai 42/44 682415 / 247227                            |              |
| AU102    | ja   | Datei hochladen                                                         | Wohn- und Geschäftshaus | C       | G   | Morgartenstrasse 12 682350 / 247300                              |              |
| AU112    | ja   | Datei hochladen                                                         | Wohn- und Geschäftshaus | C       | G   | Stauffacherstrasse 26 682375 / 247503                            |              |
| AU190    | ja   | Datei hochladen                                                         | Wohn- und Geschäftshaus | C       | G   | Kasernenstrasse 21 682584 / 247635                               |              |
| AU685    | ja   | Datei hochladen                                                         | Einschiffige Basilika mit flankierenden Wohnhäusern aus dem Jahre 1912                                                        | C       | G   | Elisabethenstrasse 22 681838 / 247519                            |              |
| AU1432   | ja   | Datei hochladen                                                         | Wohn- und Geschäftshaus | C       | G   | Stauffacherstrasse 127 681939 / 247914                           |              |
| AU1433   | ja   | Datei hochladen                                                         | Wohnhauskomplex im Historismus der Gründerzeit, Architekt Carl Weigle, 1896                                                   | C       | G   | Engelstrasse 63 681949 / 247909                                  |              |
| AU1684   | ja   | Datei hochladen                                                         | Schulhaus Sihlfeld (Turnhalle)                                                                                                | C       | G   | Sihlfeldstrasse 161 681306 / 248304                              |              |
| AU3315   | ja   | Datei hochladen                                                         | Titanhaus | C       | G   | Stauffacherstrasse 45 682250 / 247646                            |              |
| AU3627   | ja   | Datei hochladen · Wikidata zu Bullingerkirche (Zürich-Hard) (Q18616915) | Bullingerkirche mit Kirchgemeindehaus und ehemaligen Pfarrhäusern                                                             | C       | G   | Bullingerstrasse 4–10 681309 / 248248                            |              |
| AU4318   | ja   | Datei hochladen                                                         | Mehrfamilienhaus, ehemaliges Lagerhaus, Zeuge der Gebrauchsarchitektur im Stil des Neuen Bauens, Architekt Georg Stickel 1932 | C       | G   | Hohlstrasse 110 681856 / 248206                                  |              |
| AU4360   | ja   | Datei hochladen                                                         | Gerätehaus mit Pissoir | C       | G   | Badenerstrasse 49 682248 / 247505                                |              |
| AU4361   | ja   | Datei hochladen                                                         | Wohn- und Geschäftshaus | C       | G   | Badenerstrasse 67–73 682183 / 247520                             |              |
| AU4791   | ja   | Datei hochladen                                                         | Geschäftshäuser und Wohnüberbauung Schimmelstrasse                                                                            | C       | G   | Schimmelstrasse 16/18 682024 / 247233                            |              |
| AU5115   | ja   | Datei hochladen                                                         | Einschiffige Basilika mit flankierenden Wohnhäusern aus dem Jahre 1912                                                        | C       | G   | Elisabethenstrasse 20 681859 / 247497                            |              |
| AU6370   | ja   | Datei hochladen                                                         | Doppel-Pfarrhaus | C       | G   | Bullingerplatz 1/3 681390 / 248177                               |              |
| AU6589   | ja   | Datei hochladen                                                         | Wohn- und Geschäftshaus Pax et Labor                                                                                          | C       | G   | Morgartenstrasse 1–3 / Stauffacherquai 40 682427 / 247254        |              |
| AU6654   | ja   | Datei hochladen                                                         | Wohn- und Geschäftshaus | C       | G   | Stauffacherquai 3 682548 / 247489                                |              |
| AU6680   | ja   | Datei hochladen                                                         | Wohn- und Geschäftshaus | C       | G   | Ankerstrasse 6 681973 / 247427                                   |              |
| AU6680   | ja   | Datei hochladen                                                         | Wohnhaus | C       | G   | Ankerstrasse 20 682008 / 247492                                  |              |
| AU6872   | ja   | Datei hochladen                                                         | Ehemaliges Hotel Italia | C       | G   | Zeughausstrasse 61 682363 / 247856                               |              |
| AU6936   | ja   | Datei hochladen                                                         | Archiv der Kreisdirektion der SBB (in der Sihlpost)                                                                           | B kant. | S   | Kasernenstrasse 95–97 682820 / 247961                            |              |
| AU6946   | ja   | Datei hochladen                                                         | ABZ-Wohnkolonie Sihlfeld von 1928, mit Wandmalereien von Wilhelm Hartung                                                      | C       | G   | Sihlfeldstrasse / Zypressenstrasse / Ernastrasse 681356 / 248289 |              |

Legende: Im Wesentlichen siehe Legende der Liste der Kulturgüter von nationaler und regionaler Bedeutung, mit folgenden Ausnahmen:
- Anstelle der KGS-Nummer wird als Objekt-Identifikator (ID) die Inventarnummer im Verzeichnis der Objekte von überkommunaler Bedeutung des kantonalen Denkmalschutzamtes verwendet.
- Bei den Kategorien wird wie folgt unterschieden: B kant. = Objekt von kantonaler Bedeutung (Kanton Zürich); B reg. = Objekt von regionaler Bedeutung (Kanton Zürich).